# The Spirit Squad
The Spirit Squad es un tag team y stable Tweener de lucha libre profesional que trabajo para la Major League Wrestling (MLW) en el año 2019. Al inicio, el equipo estaba formado por Kenny, Mitch, Nicky y Mikey y más tarde, fue reformado por Kenny y Mikey.
Ganaron el Campeonato Mundial por Parejas de la WWE, siendo el único equipo en la WWE que podía defender el campeonato con cualquier combinación de sus miembros. Cuando Kenny y Mickey hicieron su retorno a Smackdown Live se Aliaron con The Miz en su Feudo con Dolph Ziggler.

## Historia

### World Wrestling Entertainment (2006)
El grupo hizo su debut en la World Wrestling Entertainment en house shows y dark matches. El 23 de enero de 2006 hicieron su debut en televisión, apareciendo en RAW, ayudando a Jonathan Coachman a ganar la pelea para su clasificación para la Royal Rumble contra Jerry "The King" Lawler distrayendo a Lawler. En las siguientes semanas, el equipo apareció en muchas peleas, llevando sillas con ellos.
Luego se aliaron con Vince McMahon, ayudándole en su feudo con Shawn Michaels, atacándole en numerosas ocasiones y lucharon contra él en peleas en desventaja de 5 contra 1.
Mientras estaban involucrados en su feudo con Michaels, ganaron el 3 de abril de 2006 en RAW los Campeonatos Mundial en Parejas de la WWE cuando Kenny & Mikey con la ayuda de los otros tres miembros de Spirit Squad derrotaron a The Big Show & Kane. Tras ganar los títulos, por una decisión de los directivos, los cinco miembros del stable fueron nombrados Campeones Mundiales en Parejas y por la Regla de la Freebird Rule, cualquiera de los miembros del equipo podría defender los campeonatos. Después volvieron a derrotar a The Big Show & Kane reteniendo los campeonatos.
El 1 de mayo, la noche después de Backlash, los cinco miembros de Spirit Squad se volvieron Co-General Managers de RAW durante esa noche. Durante esa noche, pusieron a Kenny en una pelea con el Campeón de la WWE John Cena por el Campeonato de la WWE. Antes de la pelea le ordenaron a Joey Styles en su oficina instruir sobre cómo llamar próxima victoria de Kenny (que nunca llegó a suceder), instruyendo a hacerlo "con espíritu" o forzarlo a llamar a todos el próximo RAW mientras vestido con un uniforme de porristas (femenino). Esto llevó a Styles que enfrentara al comentarista Jerry Lawler y eventualmente dejar RAW. Kenny perdió a la pelea después de que el árbitro especial Triple H, quien estaba aliado con el Spirit Squad, le atacara.
Tres semanas más tarde, RAW en las Vegas, Nevada, Vince McMahon coloco otro Handicap Match a Spirit Squad contra Shawn Michaels. Sin embargo, nunca comenzó el partido, ya que Spirit Squad atacó brutalmente a Michaels, aplicando un demoledor ataque a la rodilla (kayfabe) con un acero justo cuando Michaels iba a aplicar su Sweet Chin Music. McMahon, entonces llamó a Triple H al ring para terminar con un golpe con el mazo contra Michaels, sin embargo, Kenny le arrebató el mazo ya que Triple H se demoraba en atacar a Michaels, por lo que Triple atacó al grupo.

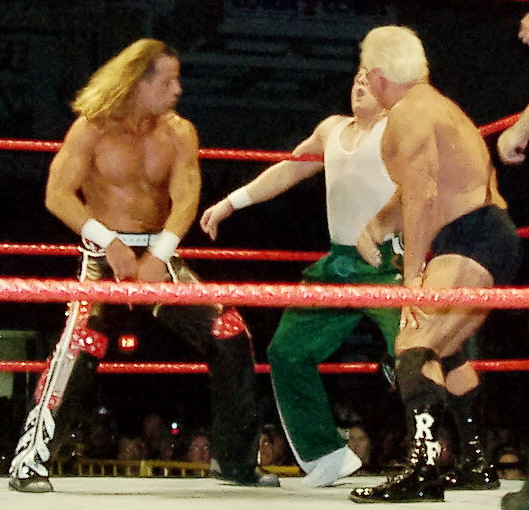
Mikey enfrentándose a Ric Flair y Shawn Michaels.

Tras esto Triple H y Shawn Michaels reformaron D-Generation X (DX) y comenzaron a hacer equipo durante el feudo con Spirit Squad. DX desempeñó varias bromas contra Los McMahon y Spirit Squad. Spirit Squad se enfrentó a DX en un Handicap Match donde fueron derrotados en Vengeance y luego volvieron a ser derrotados por DX en un Handicap Elimination Match en Saturday Night's Main Event.
Al mismo tiempo, durante su feudo con DX y su alianza con Los McMahon, el equipo luchó con otros equipos de RAW que querían los Campeonatos en Parejas que tenían. El equipo defendió exitosamente el título contra los equipos de Jim Duggan & Eugene, Charlie Haas & Viscera, Snitsky & Val Venis antes de entrar en un feudo largo con The Highlanders, equipo a que derrotaron para retener los campeonatos en Unforgiven.
A finales de septiembre y en octubre, el equipo en su conjunto comenzó una racha de derrotas en luchas individuales con Ric Flair en episodios consecutivos de RAW. Después de que Johnny y Mikey fueran derrotados por Cryme Tyme quienes debutan el 16 de octubre, Kenny empezó a gritarles a los otros miembros del Spirit Squad en el ring y se alejó gritando "¡Estoy cansado de perder". La tensión creció la semana siguiente al perder por segunda semana consecutiva frente a Cryme Tyme. Después de la derrota de Kenny, Mikey atacó a Flair y anunció que llevaría a cabo en Flair, y ganar, ya que ningún otro miembro del grupo podría hacerlo. Más tarde en esa misma noche cumplió su promesa derrotando a Flair con la ayuda del resto de Spirit Swuad, a pesar de que Flair estuviera acompañado de compañeros "Leyendas" (Dusty Rhodes, Sgt. Slaughter y "Rowdy" Roddy Piper) para la pelea con él para igualar las probabilidades de ganar. Posteriormente se decidió entonces que Flair y una de las leyendas que sería elegida por los fanes, lucharan contra Spirit Squad en Cyber Sunday 2006 por los Campeonatos Mundiales en Parejas. En Cyber Sunday los fanes eligieron a Piper como compañero de Flair. Finalmente Spirit Squad representado por Kenny y Mikey fueron derrotados por Flair y Piper perdiendo los Campeonatos Mundiales en Parejas. En el momento de la pérdida de los campeonatos el equipo había obtenido los campeonatos por 216 días, la más larga desde Owen Hart y British Bulldog que mantuvieron durante 241 días en 1996 y 1997. Luego recibieron su revancha siendo nuevamente derrotados. Luego de la pérdida frente a Flair y Piper continuaron el feudo con Flair y las Leyendas pactándose un combate de equipos clásico de eliminación en Survivor Series. En Survivor Series el Team WWE Legends (Ric Flair, Sgt. Slaughter, Dusty Rhodes & Ron Simmons) (con Arn Anderson) derrotó al Team Spirit Squad (Kenny, Johnny, Nicky & Mikey) (con Mitch).
El equipo finalmente fue disuelto el 27 de noviembre en RAW, durante una pelea de 5 contra 3 contra D-Generation X y Ric Flair, siendo derrotados y más tarde, despedidos en un segmento detrás de las cámaras. Tras esto, los componentes se fueron diciendo "OVW. Louisville, Kentucky", en referencia al territorio de desarrollo de las WWE, de donde todos provenían.
Su disolución fue confirmada por Johnny en su blog de MySpace el 30 de noviembre y el 4 de diciembre en Raw por Kenny.

### Circuito independiente (2009-2017)
El 26 de septiembre de 2009, Kenny y Mitch se reunieron como Spirit Squad en el territorio de New Jersey de la National Wrestling Alliance en un partido contra Fire Power ( Danny Inferno y Jim Powers ) para el vacante Campeonato de Equipos de Etiqueta de la NWA de Nueva Jersey, pero perdieron el partido. . 
El 21 de agosto de 2014, la promoción de Chikara anunció que Johnny, Kenny y Mikey se reunirían como Spirit Squad para el torneo King of Trios de 2014. Después de una victoria sobre Sinn Bodhi y el Odditorium (Qefka the Quiet y Sir Oliver Grimsly) el 19 de septiembre, el Spirit Squad fue eliminado del torneo en la segunda ronda el 20 de septiembre por el Golden Trio ( Dasher Hatfield , Icarus y Mark Angelosetti ). 
En 2016, Kenny y Mikey aparecieron en New York Wrestling Connection. El 12 de noviembre, capturaron el Campeonato de Equipo de Etiqueta de NYWC de Hounds of Hatred (Boo y Bam Sullivan) en Firestorm 3. 15 días después, Spirit Squad perdió los títulos de nuevo ante Hounds of Hatred. 
El 26 de febrero de 2017, Kenny y Mikey derrotaron a los Hooligans del Reino Unido y 2 compañeros de Pissing Around para ganar el campeonato de Tag Team de Preston City Wrestling .
El 8 de abril de 2017, Kenny y Mikey respondieron al desafío abierto de The Young Bucks para el Campeonato del Mundo Tag Team Ring of Honor (ROH) , perdiendo el siguiente partido por el título.

### WWE (2016)
El 4 de octubre en SmackDown, durante el segmento MizTV, The Miz empezó a burlarse de Ziggler en compañía de Maryse. En ese instante, Kenny y Mikey hicieron su regreso burlándose de Dolph Ziggler (quien formaba parte del Spirit Squad como Nicky) y ambos atacaron a este. En No Mercy, interfirieron durante la lucha entre The Miz y Ziggler. El 11 de octubre en SmackDown, atacaron a Ziggler pero fue auxiliado por Heath Slater y Rhyno.

### House of Hardcore (2017)
En House of Hardcore 23, The Squad (Kenny y Mikey) perdió ante Tommy Dreamer y The Sandman . En House of Hardcore 24, The Squad (Kenny y Mikey) perdió ante Bully Ray y Tommy Dreamer. En House of Hardcore 26, The Squad (Kenny & Mikey) derrotó a Team Tremendous (Bill Carr y Dan Barry) y The NOW (Hale Collins y Vik Dalishus) (con The Double Duprees ) en un partido de Three Way Tag Team. En House of Hardcore 27, The Squad (Kenny y Mikey) perdió ante The Young Bucks . En House of Hardcore 28, The Squad (Kenny y Mikey) derrotaron a Bull James& Caveman Ugg. en House of Hardcore 29, The Squad (Kenny y Mikey) perdió ante The Young Bucks. en House of Hardcore 30, The Squad (Kenny y Mikey) perdió ante KrackerJak y Mike Burr. en House of Hardcore 31, The Squad (Kenny y Mikey) perdió a MVP y Tommy Dreamer.
En House of Hardcore 32 , Kenny y Mikey derrotaron al Equipo Tremendo. [49] En House of Hardcore 33, The Squad (Kenny, Mikey y Randy) perdió ante Rock 'n' Roll Express ( Ricky Morton y Robert Gibson ) y Bully Ray . en House of Hardcore 34, The Squad (Kenny y Mikey) (con Randy), Joey Mercury y Nick Aldis perdieron ante Dreamer, Shane Douglas , Little Guido y Super Crazyen una partida de equipo de eliminación de ocho hombres. En House of Hardcore 35, The Squad (Kenny y Mikey) perdió ante Little Guido y Super Crazy. en House of Hardcore 36, Blizzard Brawl Homecoming, The Squad (Kenny y Mikey) (con Randy) perdió ante Al Snow y Swoggle (con Dave Herro). en House of Hardcore 38, The Squad (Kenny y Mikey) (con Randy) perdió ante Crazzy Steve y Swoggle. en House of Hardcore 40, Squad World Order (Kenny, Randy y Mikey) perdió ante The Rock 'n Roll Express y Hurricane Helms . en House of Hardcore 42, Squad World Order (Kenny, Mikey y Randy) vencieron a Mill City Hooligans (Matt Logan, Chase Del Monte y Bryan Logan). en House of Hardcore 43, The Squad (Kenny y Mikey) (con Randy) perdió anteEl intercambio latinoamericano (Ortiz y santana). en House of Hardcore 44, The Squad (Kenny y Mikey) (con Randy) perdió ante Bull James y RJ City (con Monique Dupree y Jan Murphy). en House of Hardcore 46, Squad World Order (Kenny y Mikey) (con Randy) perdió contra Bully Ray, Swoggle y Tommy Dreamer. En House of Hardcore 47, Squad World Order (Kenny y Mikey) (con Randy) perdió ante Mark Cometti y Swoggle en un combate por equipos con Mick Foley como Encarcelador invitado. en House of Hardcore 48, Squad World Order (Kenny, Mikey y Randy) perdieron a Bully Ray, Swoggle y Tommy Dreamer en un combate por seis personas en el Equipo de Etiqueta de Extreme Rules Match. En House of Hardcore 49, Squad World Order (Kenny, Mikey y Randy) perdió ante Angelina Love , Billy Gunn y Bully Ray.

### Major League Wrestling (2019)
El 24 de julio de 2019, se anunció que los miembros del Escuadrón Mike Mondo y Kenny Dykstra ahora habían firmado con Major League Wrestling (MLW). Debían debutar en ese mes en el programa Never Say Never. Sin embargo, Kenny anunció el 20 de abril de 2021 a través de Twitter que estaba retirado de la acción en el ring. Dejando solo a Mike como miembro disolviendo a The Spirit Squad.

## En lucha
- Movimientos finales
  - High Spirirts (Four o five man sky lift slam, a veces en combinación con un diving leg drop de Kenny)
  - Combinación de simultáneos diving leg drop de Kenny y high-angle senton bomb de Mikey
  - Combinación de bearhug de Nick y spin kick de Johnny[24]

- Movimientos de firma
  - Múltiples técnicas aéreas usando un trampolín.
  - Four o five man stepping poetry in motion

## Campeonatos y logros
- World Wrestling Entertainment
  - World Tag Team Championship (1 vez)